# Ungureni (okręg Marmarosz)
Ungureni – wieś w Rumunii, w okręgu Marmarosz, w gminie Cupșeni. W 2011 roku liczyła 1267 mieszkańców.